# Mia Bryngelson
Mia Eleonor Bryngelson, född i Nyköping 4 juni 1968, är en svensk radioprogramledare.
Bryngelson är uppvuxen i Linköping och flyttade till Stockholm under andra halvan av 1990-talet. Hon arbetar sedan 1998 på P4 Stockholm som programledare och reporter och är en av programledarna för Morgonprogrammet i P4 Stockholm sedan mars 2007.